# Kons 83
Kons 83 je slovenski kratki eksperimentalni TV film iz leta 1983. Igralci v njem prebirajo besedila Srečka Kosovela (Integrali).
Producent je bil TV Ljubljana, koproducent pa avstrijski ORF (urednik Werner Swossil).

## Kritike
Vesna Marinčič (Delo) je pohvalila iskrenost in svežino igralskih interpretacij ter drznost in brezkompromisnost režiserja. Všeč ji je bilo, da je Kosovel vir inspiracije, ne pa cilj.

## Zasedba
- Marko Okorn
- Jurij Souček
- Nevenka Sedlar
- Ivo Barišič
- Bine Matoh

## Ekipa
- scenarij: Denis Poniž (osnutek) in Marjan Frankovič
- dramaturg: Dušan Voglar
- fotografija: Slavko Nemec
- montaža: Sonja Peklenk
- scenografija: Jože Spacal
- glasbena oprema: Ilija Šurev